# Marcin Lachowicz
Marcin Lachowicz (ur. 9 lutego 1985 w Świętochłowicach) – polski fotograf i operator obrazu, laureat nagrody Slovak Press Photo oraz Śląska Fotografia Prasowa, nominowany do Grand Press Photo 2014.

## Życiorys
Studiował na kierunku Realizacji filmowej, telewizyjnej i fotografii w Instytucie Fotografii Kreatywnej Uniwersytetu Śląskiego w Opawie (Czechy). Autor zdjęć reportaży i dokumentów telewizyjnych; w latach 2014-2015 związany z katowickim ośrodkiem Telewizji Polskiej. Laureat międzynarodowego wyróżnienia "Slovak Press Photo" 2014 w kategorii Fotografia Środkowoeuropejska za projekt poświęcony byłemu więźniowi obozu koncentracyjnego Auschwitz-Birkenau. Uczestnik  i autor międzynarodowych projektów fotograficznych finansowanych przez Ministerstwo Kultury i Dziedzictwa Narodowego, Norweski Mechanizm Finansowy oraz Federalną Agencję ds. Edukacji Obywatelskiej. Jego fotografie dokumentalne i komercyjne były publikowane w gazetach, dziennikach i czasopismach w Polsce i za granicą, m.in. w Frankfurter Allgemeine Zeitung, Rheinische Post, Harvard Business Review, Vice, Wprost, Polska The Times Dziennik Zachodni, Archivolta, Echo Miasta czy Pokochaj Fotografię.

## Działalność społeczna
Od 2006 roku bierze czynny udział w międzynarodowych szkoleniach i projektach wolontariackich, m.in. w Belgii, w Grecji i na Ukrainie. Organizował i prowadził warsztaty fotograficzne i filmowe dla młodzieży. W 2007 roku był uczestnikiem pierwszej edycji projektu "Śladami zapomnianych historii" (później "Memoria") organizowanego w Drohobyczu na Ukrainie przez Fundację Krzyżowa i Caritas Diecezji Samborsko-Drohobyckiej przy wsparciu Fundacji im. Stefana Batorego. W 2016 roku, w związku z kryzysem migracyjnym, wraz z innymi pracownikami i wolontariuszami małopolskiej fundacji Polski Zespół Humanitarny, brał udział w organizowaniu pomocy dla uchodźców z Bliskiego Wschodu w Idomeni przy granicy grecko-macedońskiej oraz w obozach dla migrantów prowadzonych przez greckie wojsko w regionie Epir-Macedonia Zachodnia (Grecja). O przedsięwzięciu powstał film dokumentalny w reżyserii Bożydara Pająka pt. "Rozpoznanie".

## Wystawy fotograficzne
- 2017: UFO Visual Lab, wystawa zbiorowa, Kraków
- 2015: Festiwal Filmów Optymistycznych „Multimedia Happy End”, projekcja reportażu, Częstochowa
- 2015: Koncept, koláž, konfrontáž, wystawa zbiorowa, Ołomuniec
- 2014: Slovak Press Photo, wystawa zbiorowa, Bratysława, Pieszczany, Bańska Bystrzyca
- 2014: Grand Press Photo, wystawa zbiorowa, m.in. Warszawa, Łódź, Poznań, Kraków, Wrocław
- 2014: Enter Music Festival, wystawa zbiorowa, Poznań
- 2013: Wszystkie drogi prowadzą do fotografii, wystawa zbiorowa, Katowice
- 2012: Koncertowa Fotografia Roku, wystawa zbiorowa, Warszawa
- 2011: Katowice w obiektywie, wystawa zbiorowa, Katowice
- 2011: Pixel. Polsko-norweska platforma fotograficzna, wystawa zbiorowa, Oslo, Kraków
- 2010: Katowice w obiektywie, wystawa zbiorowa, Katowice, Czeski Cieszyn

## Nagrody i wyróżnienia
- 2015: Projekt Przetwórnia, wyróżnienie Digital Camera Polska, Kraków
- 2014: Fotowettbewerb der Stiftung EVZ[5], wyróżnienie, Berlin
- 2014: Slovak Press Photo, wyróżnienie, Bratysława
- 2014: Grand Press Photo, nominacja, Warszawa
- 2014: Śląska Fotografia Prasowa, wyróżnienie, Katowice